# Chiesa dei Santi Nazario e Celso (Quinto Vercellese)
La chiesa dei Santi Nazario e Celso è la parrocchiale di Quinto Vercellese, in provincia ed arcidiocesi di Vercelli; fa parte del vicariato di Arborio-Buronzo.

## Storia
La prima citazione della chiesa di Quinto Vercellese si trova negli atti relativi al sinodo diocesano tenuto nel 964 dal vescovo di Vercelli Ingone, che resse la diocesi fra il 961 e 977; all'epoca erano probabilmente preposti due sacerdoti per la cura delle anime.

Tra il 1219 e 1220 la chiesa fu menzionata in diversi documenti, nei quali si legge che era parrocchiale e che in essa venivano amministrati i sacramenti.
Sempre nel XIII secolo venne costruita la navata sinistra in stile romanico, mentre la gotica navata laterale destra fu aggiunta nel XIV secolo; il campanile tardoromanico venne eretto nel 1476.
Dalle relazioni delle visite pastorali compiute il 20 ottobre 1573 e il 31 luglio 1576 dal vescovo Giovanni Francesco Bonomigni s'apprende che la navata centrale dell'edificio era sprovvista di soffitto, che invece di forse realizzato nel 1589.

## Descrizione

### Esterno
La facciata della chiesa, a salienti, non è intonacata e si presenta realizzata da materiali di recupero, come ad esempio cocci di tegole, sassi di fiume e porzioni di marmoree; la parte centrale, più antica, presenta il portale d'ingresso di epoca prerinascimentale, sovrastato da una trifora con archi a tutto sesto, e due piccole finestre oppilate in tufo.

### Interno

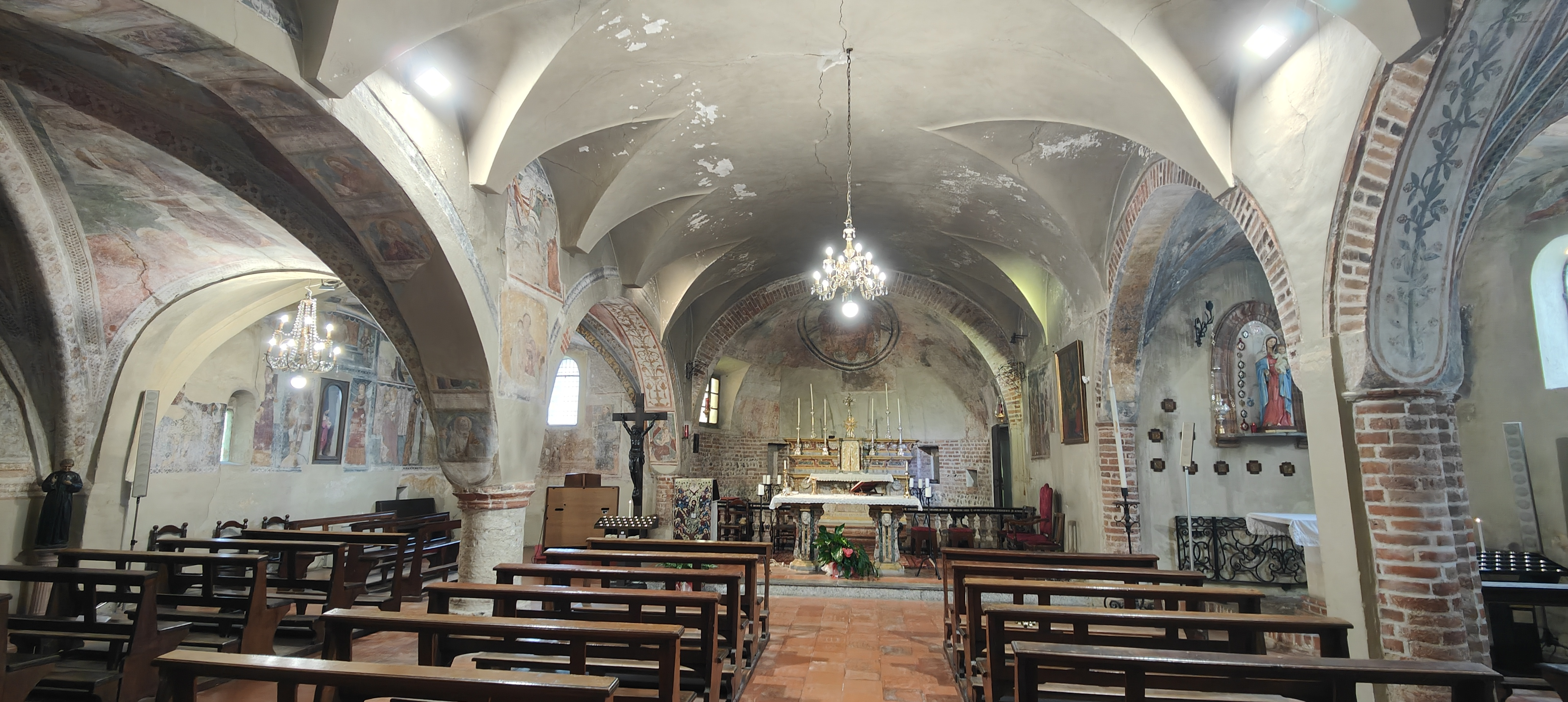
Interno della Chiesa dedicata ai Santi Nazario e Celso con gli affreschi ben visibili

L'interno si compone di tre navate e la pianta è asimmetrica per il fatto che l'edificio fu oggetto di successivi ampliamenti e rifacimenti; le opere di maggior pregio qui conservate sono degli affreschi cinquecenteschi della navata di sinistra e quelli delle vale raffiguranti degli Episodi della vita della Madonna e dei Santi, quelli di scuola novarese visibili nella seconda arcata e ritraenti gli Apostoli, la Madonna in trono, degli Angeli, dei Santi e i Quattro Evangelisti eseguiti tra la fine del XV e il principio del XVI secolo, e quelli della Madonna in trono, dell'Annunciazione e dei Santi, dipinti nel 1507 da Daniele De Bosis.

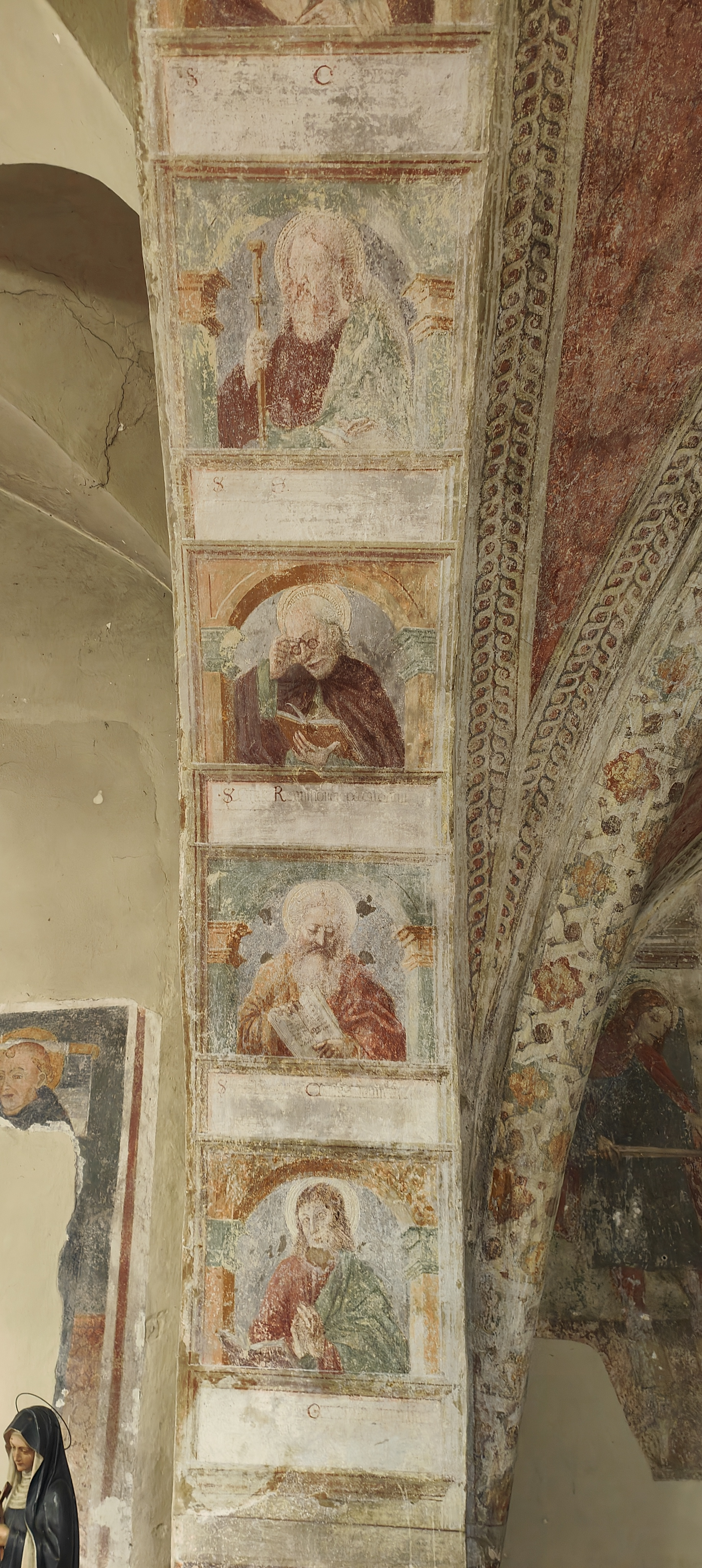
Nella chiesa di Quinto Vercellese: affresco di santi fra i quali uno ritratto con gli occhiali

La raffigurazione di personaggi con occhiali nel medioevo non è molto rara, vi sono varie raffigurazioni sia nella seconda metà del Quattrocento che nel secolo successivo. Si consideri che gli occhiali comparvero nel XIII secolo grazie al frate domenicano Alessandro della Spina, con l'introduzione delle lenti convesse. Sul territorio italiano comparvero nel 1352 nel ritratto di Hughes de Saint-Cher del pittore Tommaso da Modena.